# Championnat d'Europe masculin de rink hockey des moins de 17 ans 2007
Navigation
Édition précédente Édition suivante
Le Championnat d'Europe de rink hockey masculin des moins de 17 ans 2011 est la 26e édition de la compétition organisée par le Comité européen de rink hockey et réunissant tous les ans différentes équipes nationales européennes jeunes. Cette édition a eu lieu dans le Complexe sportif Mangin Beaulieu sur l'Île de Nantes à Nantes, en France, du 29 octobre au 3 novembre 2007.
C'est l'Espagne qui remporte ce Championnat d'Europe de rink hockey masculin des moins de 17 ans pour la 13e fois et la deuxième consécutive.

## Organisation
En 2007, 5 Championnat d'Europe de rink hockey s'étaient déjà déroulés dans la région des Pays de la Loire dans les 15 dernières années. Mais tous s'étaient déroulés à La Roche-sur-Yon, Nantes n’avait donc jamais accueilli de compétitions internationales de rink-hockey

### Infrastructure et logistique
Les matchs se déroulent au Complexe sportif Mangin Beaulieu, une enceinte pouvant accueillir 2900 spectateurs. La piste de 20 x 40 mètres est en parquet.

### Rink-hockey en fauteuil
Pendant toute la compétition a eu lieu des démonstrations et des initiations de rink-hockey en fauteuil, un nouveau sport créé par le comité d'organisation, et sponsorisé par le CHU de Nantes. C'est un handisport qui se joue avec quatre joueurs valides ou non valides en fauteuil roulant et un gardien en roller.

### Couverture médiatique
Presse-Océan était l'un des partenaires de la compétition, il diffusa jour après jour les résultats des différents matchs.

## Participants
Neuf équipes prennent part à la compétition :
- Espagne
- France
- Angleterre
- Allemagne
- Pays-Bas
- Italie
- Suisse
- Andorre
- Portugal

## Format
Une première phase de groupe se dispute selon la formule d'un championnat où chaque équipe rencontre une fois tous ses adversaires. Lors de cette première phase, les équipes se voient attribuer respectivement 3 points, 1 point et 0 point pour une victoire, un nul et une défaite.

## Résultats

### Phase de groupe
Poule A
| Rang | Équipe    | Pts | J | G | N | P | Bp | Bc | Diff |  | Résultats |  |     |     |      |      |
| ---- | --------- | --- | - | - | - | - | -- | -- | ---- |  | --------- |  | --- | --- | ---- | ---- |
| 1    | Espagne   | 12  | 4 | 4 | 0 | 0 | 30 | 2  | +28  |  | Espagne   |  | 3-1 | 3-1 | 10-0 | 14-0 |
| 2    | Allemagne | 7   | 4 | 2 | 1 | 1 | 24 | 4  | +20  |  | Allemagne |  |     | 1-1 | 5-0  | 17-0 |
| 3    | Italie    | 7   | 4 | 2 | 1 | 1 | 21 | 4  | +17  |  | Italie    |  |     |     | 7-0  | 12-0 |
| 4    | Andorre   | 3   | 4 | 1 | 0 | 3 | 5  | 23 | -18  |  | Andorre   |  |     |     |      | 5-1  |
| 5    | Pays-Bas  | 0   | 4 | 0 | 0 | 4 | 1  | 48 | -47  |  | Pays-Bas  |  |     |     |      |      |

Poule B
| Rang | Équipe     | Pts | J | G | N | P | Bp | Bc | Diff |  | Résultats  |  |     |     |      |
| ---- | ---------- | --- | - | - | - | - | -- | -- | ---- |  | ---------- |  | --- | --- | ---- |
| 1    | Portugal   | 9   | 3 | 3 | 0 | 0 | 18 | 2  | +16  |  | Portugal   |  | 4-1 | 2-1 | 12-0 |
| 2    | France     | 6   | 3 | 2 | 0 | 1 | 7  | 5  | +2   |  | France     |  |     | 2-1 | 4-0  |
| 3    | Suisse     | 3   | 3 | 1 | 0 | 2 | 5  | 6  | -1   |  | Suisse     |  |     |     | 3-2  |
| 4    | Angleterre | 0   | 3 | 0 | 0 | 3 | 2  | 19 | -17  |  | Angleterre |  |     |     |      |

### Tableau final et matchs de classement

#### Tableau final
|  | Demi-Finales | Demi-Finales |          |   | Finale | Finale |
|  | Demi-Finales | Demi-Finales |          |   | Finale | Finale |
|  |              |              |          |   |        |        |
|  |              |              |          |   |        |        |
|  |              |              |          |   |        |        |
|  | Espagne      | 1            |          |   |        |        |
|  | Espagne      | 1            |          |   |        |        |
|  | France       | 0            |          |   |        |        |
|  | France       | 0            | Portugal | 0 |        |        |
|  |              |              | Portugal | 0 |        |        |
|  |              | Espagne      | 1        |   |        |        |
|  | Portugal     | Espagne      | 1        | 6 |        |        |
|  | Portugal     |              |          | 6 |        |        |
|  | Allemagne    | 3            |          |   |        |        |
|  | Allemagne    | 3            | 3e place |   |        |        |
|  |              |              |          |   |        |        |
|  |              |              |          |   |        |        |
|  |              |              |          |   |        |        |
|  | France       | 1            |          |   |        |        |
|  | France       | 1            |          |   |        |        |
|  | Allemagne    | 0            |          |   |        |        |
|  | Allemagne    | 0            |          |   |        |        |

#### Matchs de classement
Une nouvelle poule est disputée par les équipes n'ayant pu se qualifier pour les demi-finales. Les matchs déjà disputés lors de la première phase ne sont pas rejoués.
| Rang | Équipe     | Pts | J | G | N | P | Bp | Bc | Diff |  | Résultats  |  |     |     |     |      |
| ---- | ---------- | --- | - | - | - | - | -- | -- | ---- |  | ---------- |  | --- | --- | --- | ---- |
| 1    | Italie     | 12  | 4 | 4 | 0 | 0 | 28 | 3  | +25  |  | Italie     |  | 4-3 | 5-0 | 7-0 | 12-0 |
| 2    | Suisse     | 9   | 4 | 3 | 0 | 1 | 19 | 9  | +10  |  | Suisse     |  |     | 3-2 | 3-1 | 10-2 |
| 3    | Angleterre | 6   | 4 | 2 | 0 | 2 | 7  | 8  | -1   |  | Angleterre |  |     |     | 2-0 | 3-0  |
| 4    | Andorre    | 3   | 4 | 1 | 0 | 3 | 6  | 13 | -7   |  | Andorre    |  |     |     |     | 5-1  |
| 5    | Pays-Bas   | 0   | 4 | 0 | 0 | 4 | 3  | 30 | -27  |  | Pays-Bas   |  |     |     |     |      |

## Classement final
| Place              | Équipe     |
| ------------------ | ---------- |
| Médaille d'or      | Espagne    |
| Médaille d'argent  | Portugal   |
| Médaille de bronze | France     |
| 4                  | Allemagne  |
| 5                  | Italie     |
| 6                  | Suisse     |
| 7                  | Angleterre |
| 8                  | Andorre    |
| 9                  | Pays-Bas   |

## Meilleurs buteurs
| # | Joueur            | Sélection  | Buts |
| - | ----------------- | ---------- | ---- |
| 1 | Pablo Aguaron     | Espagne    | 14   |
| 2 | Milan Brandt      | Allemagne  | 7    |
| - | Federico Pagnini  | Italie     | 7    |
| - | Riccardo Valverde | Italie     | 7    |
| 5 | Owen Stewart      | Angleterre | 6    |
| - | Toni Uhlig        | Allemagne  | 6    |
| - | Pedro Coelho      | Portugal   | 6    |